# Nénigan
Nénigan là một xã thuộc tỉnh Haute-Garonne trong vùng Occitanie tây nam nước Pháp. Xã này nằm ở khu vực có độ cao trung bình 287 mét trên mực nước biển.
Sông Gesse tạo thành toàn bộ ranh giới phía đông, sông Gimone tạo thành toàn bộ ranh giới phía tây.